# Гаёк (Минский район)
Гаёк (бел. Гаёк) — деревня в Минском районе Минской области Беларуси. В составе Юзуфовского сельсовета.

## География
Расположена на дороге Н8964.
Ближайшие населённые пункты Буцевичи, Казеково, Юзуфово.

## Население

### Численность
- 2009 год — 23 человек

### Динамика
- 1999 год — 27 человек (перепись населения)
- 2009 год — 23 человек (перепись населения)

## Инфраструктура
- Амбулатория